# Туризм в Мали
Туризм в Мали является слаборазвитым сектором экономики, который в последние годы активно развивается. Импульс к развитию туризма в Мали дало проведение в стране Кубка африканских наций в 2002 году. В рамках подготовки к этому турниру, правительство реализовало программу под названием «Мали 2002», которая позитивно сказалась на развитии туризма. Число туристов, посетивших Мали, увеличилось с 98 тысяч в 2002 году до 250 тысяч в 2007 году, а доходы от туризма возросли с 64,648 млрд африканских франков в 2001 году до 110 млрд франков в 2007 году.

## Туристические достопримечательности
В настоящее время в Мали имеется четыре объекта, внесённых в список всемирного наследия ЮНЕСКО, которые являются главными туристическими достопримечательностями страны:
- Бандиагара (страна догонов[2] — область, наиболее посещаемая туристами в Западной Африке);
- Дженне — один из древнейших городов в Африке южнее Сахары;
- Томбукту — знаменитый мифический город в северной Сахаре;
- Гробница Аскиа в области Гао.

Туризм (включая бизнес-туризм) также охватывает столицу Мали Бамако и город Мопти. Правительство страны планирует развивать туризм в других районах, включая горы Мандинго, национальный парк Букль-дю-Бауле и другие.

## OMATHO
Малийское бюро туризма и отелей (фр. L'Office Malien du Tourisme et de l'Hôtellerie, OMATHO) — общественная организация, созданная в соответствии с Законом № 95−059 от 2 августа 1995 года. Её миссия заключается в содействии разработке и реализации государственной политики в области туризма. В её сферу деятельности входит:
- разработка туристических ресурсов страны;
- участие в оборудовании туристических объектов;
- содействие защите и реставрации исторических мест и памятников;
- продвижение туристических услуг на национальном и международном уровне;
- разработка мер по развитию делового туризма;
- подготовка национальных туроператоров;
- контроль за соблюдением правил в области туризма и отельного бизнеса.

## SITOUR
Международная туристическая ярмарка (фр. Salon international du tourisme, SITOUR) проходит в Бамако с 2008 года. Правительство Мали приняло 30 декабря 2009 указ о проведении SITOUR ежегодно. Проведение SITOUR должно способствовать развитию национальных малийских турфирм частного и государственного сектора.